# Jürgen Bolten
Jürgen Bolten (* 8. Juni 1955 in Düsseldorf; † 23. März 2023) war ein deutscher Kultur- und Kommunikationswissenschaftler. Von 1992 bis 2021 arbeitete er als Professor an der Friedrich-Schiller-Universität Jena und leitete dort den Bereich Interkulturelle Wirtschaftskommunikation.

## Wissenschaftlicher Werdegang
Bolten studierte Germanistik, Philosophie und Pädagogik an den Universitäten Düsseldorf und Köln und war ab 1978 zunächst als wissenschaftlicher Mitarbeiter für germanistische Literatur- und Sprachwissenschaft sowie für Deutsch als Fremdsprache an den Universitäten Düsseldorf und Aachen tätig. Er promovierte 1984 mit einer Arbeit über Friedrich Schiller. Ab Mitte der achtziger Jahre konzentrierten sich seine Forschungsschwerpunkte auf sprachwissenschaftliche Fragestellungen, insbesondere auf die Bereiche Wirtschaftskommunikation und Deutsch als Fremdsprache. Im Anschluss an seine Habilitation in Interkultureller Germanistik / Deutsch als Fremdsprache arbeitete er ab 1989 als Privatdozent an der Universität Düsseldorf und war Mitbegründer und Geschäftsführer des Instituts für Internationale Kommunikation (IIK). 1992 begründete er an der Friedrich-Schiller-Universität Jena das Fach Interkulturelle Wirtschaftskommunikation und nahm einen Ruf auf die gleichnamige Professur an. 1999 gründete er mit Interculture e.V. eine Einrichtung der wissenschaftlichen Weiterbildung, die u. a. E-Learning-basierte Zertifikatsstudien für interkulturelle Personal- und Organisationsentwicklung anbietet. Bolten hat Kurzzeitdozenturen in über 30 Ländern weltweit wahrgenommen und war ab 2007 Visiting Professor an der Beijing Foreign Studies University. Ab 2021 war er Seniorprofessor, ehe er im März 2023 nach schwerer Erkrankung starb.

## Forschungsschwerpunkte
1992 führte Bolten den Begriff „Interkultur“ ins Deutsche ein und ergänzte in der interkulturellen Trainingsforschung die bis dahin dominierenden kulturvergleichenden Ansätze durch interaktive Methoden. Im Mittelpunkt seiner Studien stehen konkrete interkulturelle Begegnungen einzelner Akteure sowie die Analyse ihrer Beziehungsdynamiken. Sein Forschungsanliegen zielt auf die Grundlegung relationaler Kultur- und Kommunikationswissenschaften. Dieses spiegelt sich vor allem in den folgenden Forschungsfeldern wider:

### Vier Komponenten der Kommunikation
In Erweiterung der Kommunikationsbegriffe nach David Crystal und Els Oksaar systematisiert Bolten vier Komponenten der Kommunikation folgendermaßen:
- Verbale Komponente: lexikalische, syntaktische, rhetorische Vertextungsmittel (mündlich und schriftlich)

- Non-verbale Komponente: Mimik, Gestik, Körperhaltung, Blickkontakt (mündlich) und Bilder, Zeichnungen, Diagramme, Format, Farbe, Layout (schriftlich)

- Paraverbale Komponente: Lautstärke, Stimmlage, Sprechrhythmus u. a. (mündlich) und Typographie, Interpunktion, Schreibweise (schriftlich)

- Extraverbale Komponente: Zeit, Ort, Kleidung, taktile Aspekte u. a. (mündlich) und Zeit, Raum, Papierqualität u. a. (schriftlich)

### Sandberg-Modell

Das Sandberg-Modell.

In kritischer Distanz zu dem in den Kulturwissenschaften häufig zitierten Eisbergmodell bringt Bolten für Kultur eine Sandberg-Metapher (Düne) ins Spiel. Wie ein Sandberg hat Kultur ein auf lange Sicht relativ kontinuierliches und starres Fundament. Bei der Kultur sind dieses die tradierten Interaktionsregeln, die meist unhinterfragt als „normal“ und plausibel erachtet werden. In den mittleren oder oberen Bereichen des „Sandbergs“ (also der Kultur) gibt es jedoch immer wieder Bewegungen und Verwehungen (in der Kultur: neue Übereinkünfte, gruppenspezifische Entwicklungen, Trends,…), die den Sandberg verändern und über Filter- und Sedimentierungsprozesse bis ins Fundament wirken können. Bolten gibt allerdings zu bedenken, dass die Sandberg-Metapher zur fälschlichen Annahme führen kann, dass Kulturen nach außen scharf abgrenzbar seien. Dieses entspräche nicht seiner Lehrmeinung (siehe Abschnitt Fuzzy Cultures).

### Fuzzy Cultures
Beeinflusst durch Positionen relational und handlungstheoretisch orientierter soziologischer und kulturanthropologischer Denkansätze (u. a. von Klaus P. Hansen) entwickelte Bolten sein Verständnis von Kultur „als Netzwerk konventionalisierter Reziprozitätsdynamiken“. Es kommt nicht darauf an zu sagen, ob eine Person Mitglied einer Kultur ist oder nicht (entweder ja oder nein), sondern auf den Grad ihrer Zugehörigkeit, also die Intensität, mit der wechselseitige Beziehungen zwischen der Person und der Akteursgruppe stattfinden (Reziprozität). Für Bolten sind Kulturen also vage, unscharf und nebulös (engl. fuzzy), weshalb er in Anlehnung an die Fuzzylogik Kulturen als Fuzzy Cultures bezeichnet.
Ferner werden Kulturen als Akteursfelder definiert, die im Sinne von Bruno Latours Akteur-Netzwerk-Theorie auch nicht-menschliche Akteure einschließen wie Natur, Maschinen oder künstliche Intelligenz. Sein Begriff der „Strukturprozessualität“ indiziert, dass Kulturen immer sowohl durch Strukturierung als auch durch Prozessualität charakterisiert sind. In welchem Ausmaß das eine oder das andere dominiert, hängt davon ab, wie bewahrungs- oder veränderungsorientiert sich Akteure aufgrund aktueller Kontexteinschätzungen verhalten und welches Maß an Unbestimmtheit sie dabei zu tragen bereit sind.

### Interkulturelle Kompetenz
Bolten sieht Interkulturelle Kompetenz nicht als eigenständige Handlungskompetenz (neben Personal-, Sozial-, Fach- und Methodenkompetenz), sondern als „erfolgreiches ganzheitliches Zusammenspiel von individuellem, sozialem, fachlichem und strategischem Handeln in interkulturellen Kontexten.“ Interkulturelle Kompetenz ist damit auch nicht ausschließlich im Bereich der Soft Skills zu verorten, sondern berücksichtigt methodische und fachliche Teilkompetenzen, die in interkulturellen Handlungskontexten angewendet werden. Zudem besteht nach Bolten ein „Interdependenzverhältnis zwischen kognitiven, affektiven und konativen (verhaltensbezogenen) Kompetenzen.“ Interkulturelle Kompetenz ist demnach nicht die Synthese dieser drei Teilkompetenzen, sondern deren Synergie. Damit verortet er Interkulturelle Kompetenz nicht im Bereich der Strukturmodelle, sondern als Prozessmodell.

### Interkulturelle Trainings – Methodenlandkarte

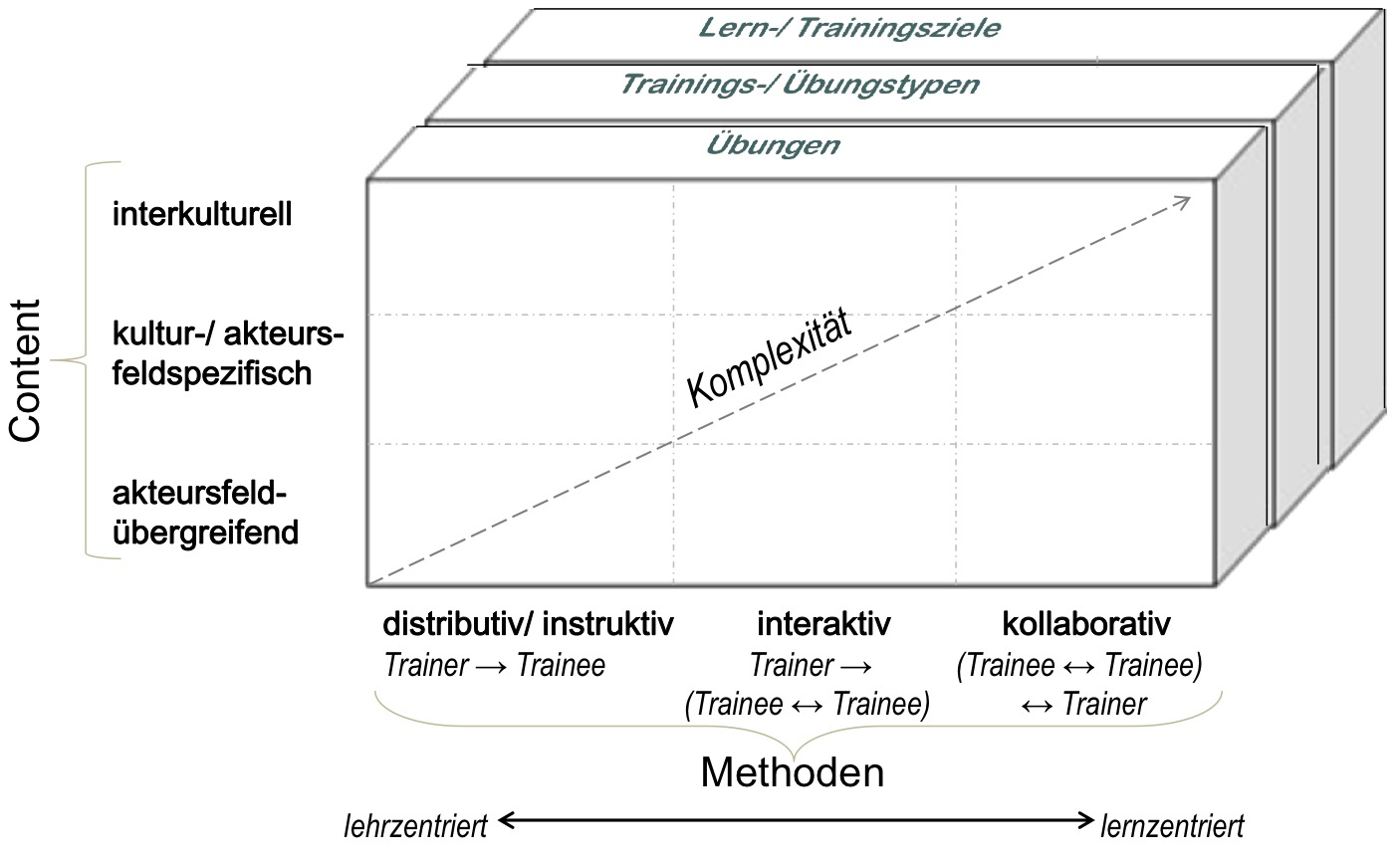
Systematisierung verschiedener Lernmethoden für interkulturelles Lernen

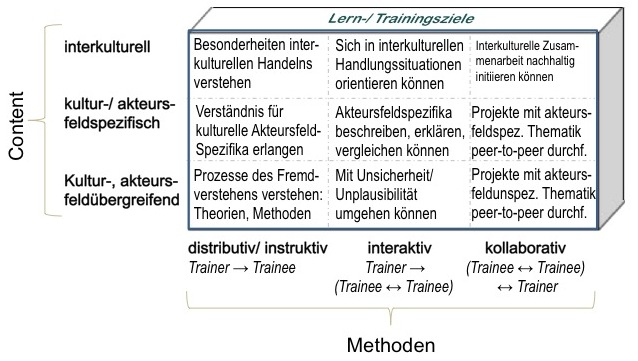
Bei jedem Training können unterschiedliche Lernziele vorliegen – diese gilt es vor jedem Training zu prüfen

Da Bolten Kultur als ein nicht klar abgrenzbares Konstrukt sieht (siehe Abschnitt Fuzzy Cultures), moniert er an klassischen interkulturellen Trainings, dass diese durch Komplexitätsreduktion „Kulturalisierungen und Stereotypenbildungen initiieren“, die es eigentlich abzubauen gilt. Bolten spezifizierte die Methoden interkultureller Trainings und entwickelte die von Gudykunst / Hammer vorgeschlagene Typologie weiter, indem er eine dreidimensionale Methodenlandkarte entwarf. Demnach unterscheiden sich Trainings(bestandteile) hinsichtlich ihrer Lehr- bzw. Lernmethoden („learning by distribution“; „learning by interaction“; „learning by intercultural collaboration“). Ferner unterscheiden sie sich hinsichtlich des Trainingscontents (kulturspezifisch, kulturübergreifend, interkulturell). In den Ebenen der dritten Achse des Modells stehen die je nach Ausrichtung des Trainings zu gestaltenden Übungen, Trainingstypen und Trainingsziele.
Bolten engagiert sich dabei insbesondere im Bereich des E-Learning und Scimification sowie in der Entwicklung und Verbreitung von interkulturellen Planspielen als (virtuelle) kollaborative Übungen.

## Wissenschaftsorganisation
Als Gründungsvorsitzender des Fachverbands Deutsch als Fremdsprache (FaDaF) war Bolten zwischen 1989 und 1992 mit der Zusammenführung der Dachverbände DaF aus der BRD und der DDR befasst. Seit 2002 war er Vorsitzender des Hochschulverbands für Interkulturelle Studien (IKS) und gemeinsam mit Stefanie Rathje Herausgeber der von ihm initiierten Fachzeitschrift Interculture Journal. Als Redaktionsbeirat war er für die Zeitschriften Lingua ac Communicas (Poznań) und German as a Foreign Language (Cambridge) tätig. Weiterhin war er wissenschaftlicher Beirat bei Sietar Deutschland und AFS Deutschland. Einen Schwerpunkt seiner Arbeit bildete die Umsetzung interkulturellen Lehrens und Lernens in Form von E-Learning-Szenarien: Mit dem Glocal Campus hat Bolten eine digitale Lernplattform aufgebaut, die über 80 Hochschulen weltweit vernetzt und kollaboratives Lehren und Forschen im Bereich der Interkulturellen Studien ermöglicht.

## Auszeichnungen
- Preis für Interkulturelle Studien Akademie für Interkulturelle Studien / Daimler Chrysler AG (2000);[22]
- Bildungspreis des Deutschen Arbeitgeberverbandes (2006);[23]
- Fellowship für innovative Lehre im Rahmen des Programms „Exzellenz in der Lehre“ des Stifterverbands für die Deutsche Wissenschaft und der Joachim Herz Stiftung (2011);[24]
- Lehrpreis der Universität Jena für den Bereich E-Learning (2015).[25]

## Veröffentlichungen (Auswahl)
- Scimification. Holistic Competence Scenario Development and the Example of Virtual Intercultural Escape Rooms and Strategy Games. In: L. Conti/F. Lenehan (Hrsg.): Lifewide Learning in Postdigital Societies: Shedding Light on Emerging Culturalities. Bielefeld: transcript Verlag, 2024, 29–56.
- Rethinking Intercultural Competence. In: G. Rings/S. Rasinger (Hrsg.): The Cambridge Handbook of Intercultural Communication. Cambridge University Press, Cambridge 2020, 56–67.
- „Interkulturalität“ neu denken: Strukturprozessuale Perspektiven. In: H. W. Giessen/C. Rink (Hrsg.), Migration, Diversität und kulturelle Identitäten: Sozial- und kulturwissenschaftliche Perspektiven. Metzler, Stuttgart 2020, 85–104.
- Einführung in die Interkulturelle Wirtschaftskommunikation. 3. Aufl., UTB, Göttingen, 2018.
- Interkulturelle Kompetenz – eine ganzheitliche Perspektive. In: Polylog, H. 36 (2016), 23–38.
- Interkulturelle Trainings neu denken. In: Interculture Journal 15 (2016), H. 26, 75–92.
- Reziprozität, Relationalität und Mehrwertigkeit. Ein Plädoyer für einen holistischen Kulturbegriff. In: R. Eidukeviciene/A. Johänning (Hrsg.), Interkulturelle Aspekte der deutsch-litauischen Wirtschaftskommunikation. Iudicium, München 2014, 18–39.
- Fuzzy Cultures: Konsequenzen eines offenen und mehrwertigen Kulturbegriffs. In: Mondial – SIETAR-Journal für interkulturelle Perspektiven, Jahresedition 2013, 4–10.
- Unschärfe und Mehrwertigkeit: "Interkulturelle Kompetenz" vor dem Hintergrund eines offenen Kulturbegriffs. In: U. Hoessler/W. Dreyer (Hrsg.): Perspektiven interkultureller Kompetenz. Vandenhoeck & Ruprecht Göttingen 2011, 55–70.